# Hoplia guatemalensis
Hoplia guatemalensis är en skalbaggsart som beskrevs av Bates 1887. Hoplia guatemalensis ingår i släktet Hoplia och familjen Melolonthidae. Inga underarter finns listade i Catalogue of Life.